# Zayyanidi
Gli Zayyanidi (in arabo زيانيون‎?, Zayyāniyyūn, in berbero: Izianien) o ʿAbdalwadidi (in arabo بنو عبد الواد‎?, Banū ʿAbd al-Wād) sono stati una dinastia berbera degli Zanata che ha governato il Regno di Tlemcen: un'area cioè dell'attuale Algeria (definita storicamente in arabo المغرب الأوسط‎?, ossia al-Maghreb al-Awsaṭ, che significa "Maghreb centrale"), focalizzata attorno alla città di Tlemcen, i cui territori si estendevano da Tlemcen al fiume Chelif e ad Algeri, e che si spingeva fino al fiume Muluia a ovest, a Sijilmassa a sud e al fiume Soummam a est. Il loro governo durò dal 1235 al 1556.

## Storia
Al collasso del califfato almohade verso il 1236, il Regno di Tlemcen divenne indipendente sotto il governo dei Zayyanidi (o ʿAbdalwadidi), dinastia fondata da Yaghmurāsan ibn Zayyān. Ibn Zayyān fu in grado di mantenere il controllo sui gruppi berberi locali, e quando dovette fronteggiare la minaccia esterna dei Merinidi di Fès, si alleò con il Sultanato di Granada e col re di Castiglia, Alfonso X.
Dopo la morte di Ibn Zayyān, il Sultano merinide del Maghreb al-Aqsa (attuale Marocco) Abū Yaʿqūb Yūsuf al-Naṣr assediò Tlemcen per 8 anni (1299-1307), non riuscendo a conquistarla, venne invece conquistata anni dopo dal Sultano merinide Abū l-Ḥasan b. ʿUthmān dopo due anni di assedio, dal 1335 al 1337, i Merinidi non riuscirono però a mantenerne il controllo per molto tempo. Dopo un periodo di autogoverno la città fu di nuovo conquistata dai Merinidi (1352–59) dal Sultano Abū ʿInān Fāris. I Merinidi occuparono periodicamente Tlemcen, in particolare nel 1360 e nel 1370. In entrambi i casi i Merinidi toccarono con mano l'impossibilità di mantenere la regione sotto controllo di fronte alle continue rivolte locali. ma questi episodi sembrano essere stati accompagnati anche dal declino degli Zayyanidi.
Nel XV secolo, fu messo in atto un tentativo di espansione più a oriente, ma risultò disastroso e la conseguenza fu che queste incursioni indebolirono a tal punto il Regno da far piombare in modo intermittente il Regno di Tlemcen nei successivi due secoli, a intervalli, in uno stato di vassallaggio nei confronti degli Hafsidi dell'Ifriqiya e dei Merinidi del Marocco. Quando i cristiani spagnoli presero la città di Orano nel 1509, le continue pressioni dei Berberi li spinsero nel 1543 a tentare un contrattacco contro la città di Tlemcen, con un'azione che fu considerata dal Papato una nuova crociata. Gli Spagnoli fallirono al loro primo attacco, sebbene la vulnerabilità strategica di Tlemcen comportasse il ripiegamento del Regno verso la più sicura e potentemente fortificata base corsara di Algeri.

Nel 1554, il Regno di Tlemcen divenne protettorato dell'Impero ottomano, che più tardi depose gli Zayyanidi e annetté il loro territorio alla Reggenza di Algeri.
La decadenza della dinastia e del Regno può avere avuto numerose ragioni. La prima fu che esso non aveva unità geografica e culturale. Inoltre dovette costantemente fronteggiare problemi interni e non aveva frontiere precise e infine - cosa più importante - la sua dipendenza da beduini arabi e mercenari stranieri per la propria difesa.

## Galleria d'immagini

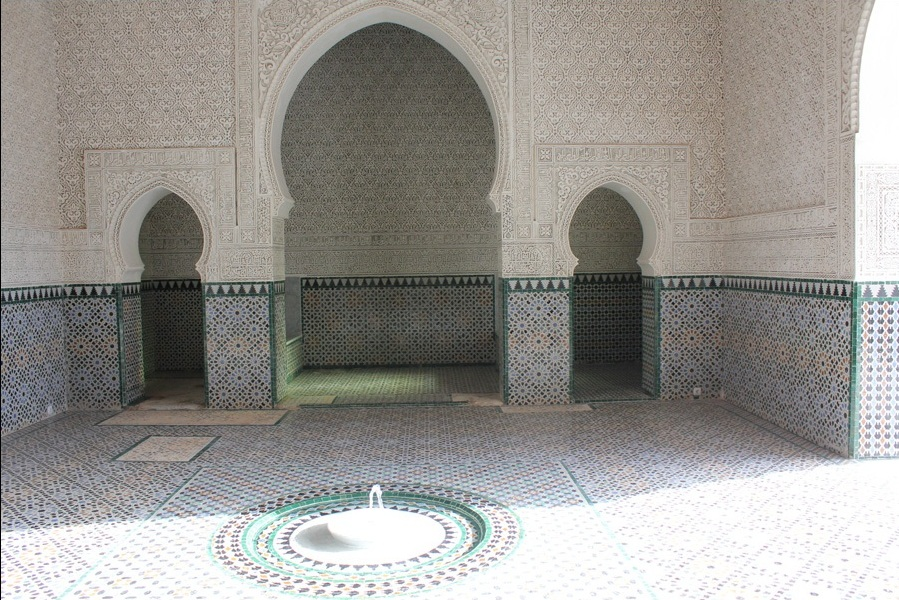
Il Palazzo El Mechouar, il palazzo reale della dinastia zayyanide a Tlemcen.
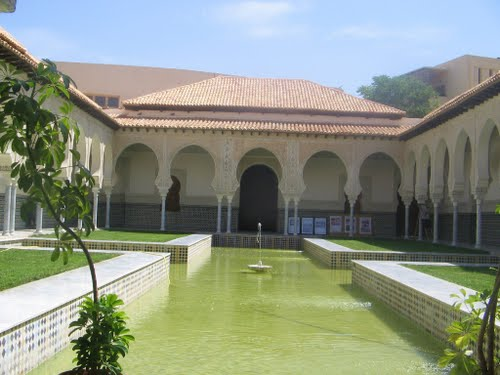
Piscina del palazzo El Mechouar.
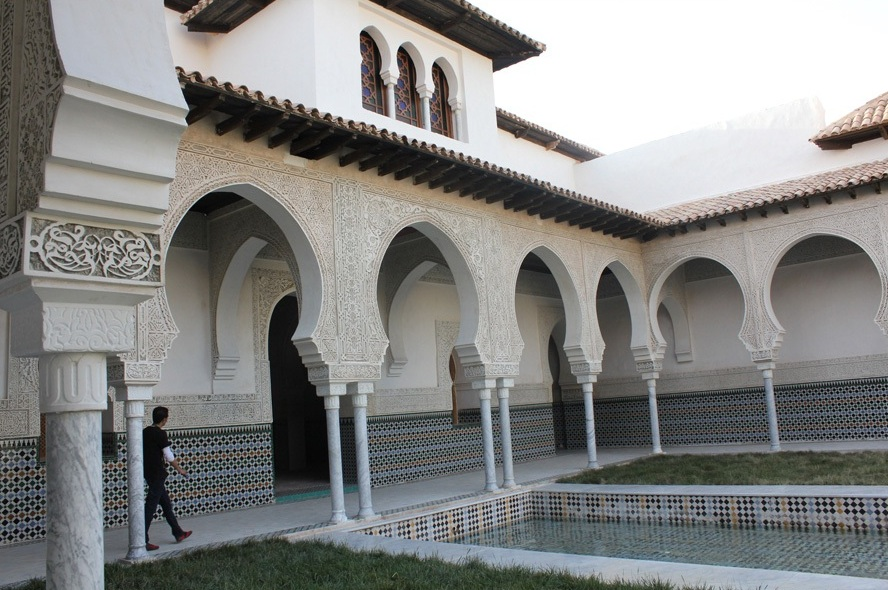
Cortile centrale del palazzo El Mechouar.
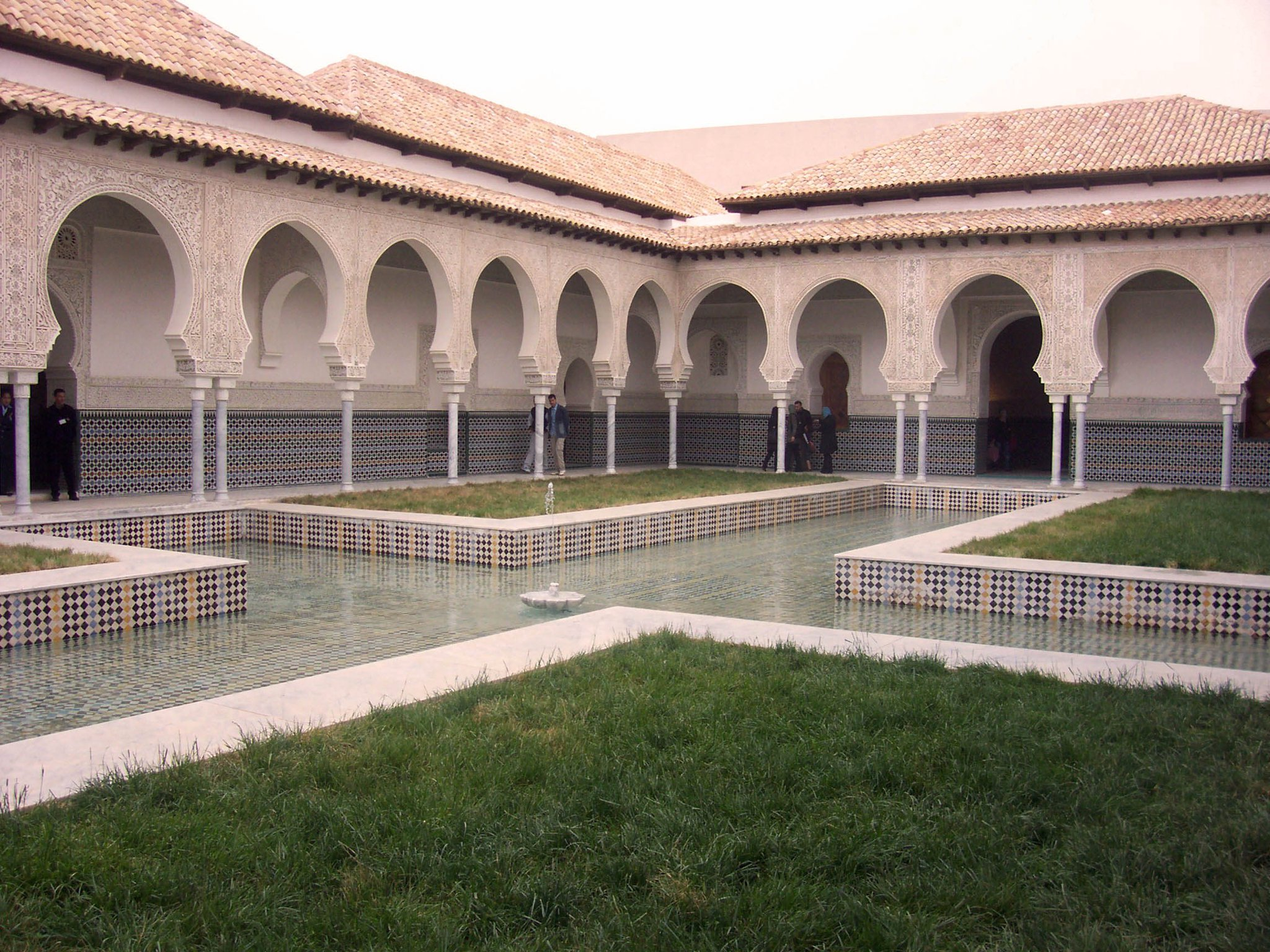
Palazzo El Mechouar, cortile centrale.
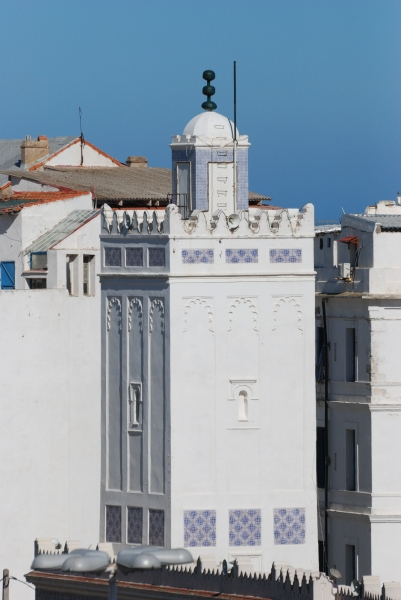
Minareto della Grande moschea di Algeri, fatta costruire dal sultano Abu Tashfin Abd al-Rahman I
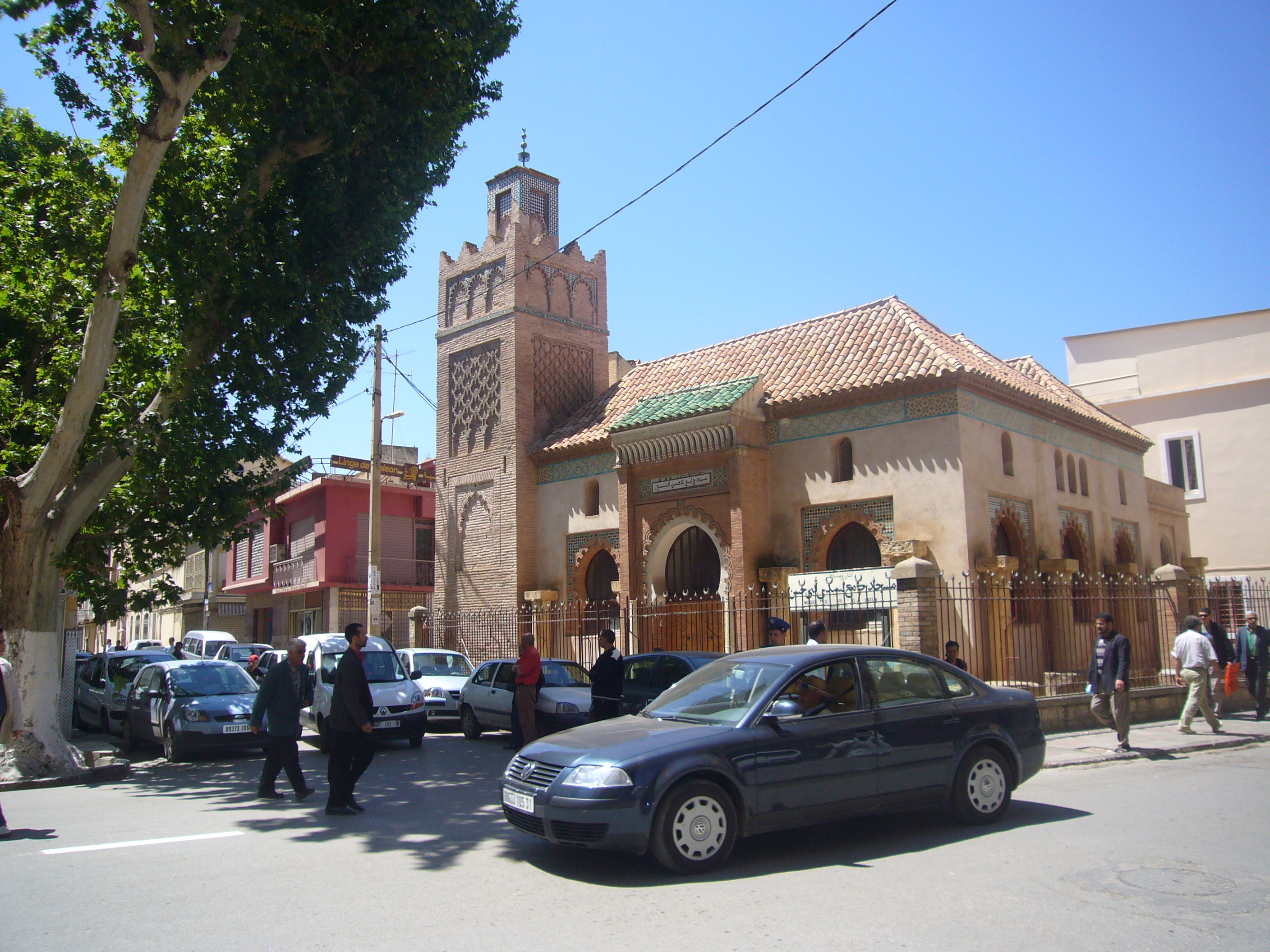
La moschea di Sidi Bellahsen, fatta costruire da Yaghmurasan ibn Zayyan, il primo sultano della dinastia zayyanide.

## Elenco dei governanti di Tlemcen
- Yaghmurasan ibn Zayyan 1236–1283 o Abū Yaḥyā I b. Zayyān (1236–1283)
- Abu Sa'id Uthman I 1283–1303 (figlio del precedente) o ʿUthmān b. Yaghmurāsan (1283–1304)
- Abu Zayyan Muhammad I 1303–1308 (figlio del precedente)
- Abu Hammu Musa I 1308–1318 (fratello del precedente)
- Abu Tashfin Abd al-Rahman I 1318–1337 (figlio del precedente)

Prima conquista merinide 1337–1348 (il sovrano merinide era Abu al-Hasan b. Uthman)
- Abu Sa'id 'Uthman II 1348–1352 (figlio di Abū Tāshufīn I)
- Abu Thabit I (associato) 1348–1352 (fratello di Abū Sa'id ʿUthmān II)

Seconda conquista merinide 1352–1359 (il sovrano merinide era Abu Inan Faris)
- Abū Ḥammū Mūsā II governò nel 1359–1360, 1360–1370, 1372–1383, 1384–1387, 1387–1389 (fratello di Abū Saʿīd ʿUthmān II). Spedizione fallita contro Bugia, 1366
- Abu Zayyan Muhammad II ibn 'Uthman governò nel 1360, 1370–1372, 1383–1384 e nel 1387 durante i periodi in cui Abū Ḥammū II fu estromesso dal potere.
- Abu Tashfin II 1389–1393 (figlio di Abū Ḥammū I)
- Abu Thabit II 1393 (figlio di Abū Tāshufīn I)
- Abu l-Hajjaj I 1393–1394 (fratello del precedente)
- Abu Zayyan II 1394–1399 (fratello del precedente)
- Abu Muhammad I 1399–1401 (fratello del precedente)
- Abu 'Abd Allah I 1401–1411 (fratello del precedente)
- 'Abd al-Rahman I ibn Abu Muhammad 1411 (figlio di Abū Muḥammad I)
- Sa'id I ibn Abi Tashufin 1411 (fratello di Abū Muḥammad I)
- Abu Malik I 1411–1423 (fratello di Saʿīd I)
- Abu 'Abd Allah II 1423–1427 (figlio di ʿAbd al-Raḥmān I)

Guerra civile 1427–1429
- Abu 'Abd Allah II (secondo regno) 1429–1430
- Abu 'Abbas Ahmad I 1430–1461 (figlio di Abū Thābit II)
- Abu 'Abd Allah III 1461–1468 (figlio del precedente)
- Abu Tashfin III 1468 (figlio del precedente)
- Abu 'Abd Allah IV 1468–1504 (fratello del precedente)
- Abu 'Abd Allah V 1504–1517 (figlio del precedente)
- Abu Hammu Musa III 1517–1527 (figlio di Abū ʿAbbās Aḥmad)
- Abu Muhammad II 1527–1540 (fratello del precedente)
- Abu 'Abd Allah VI 1540 (figlio del precedente)
- Abu Zayyan III 1540–1543 (fratello del precedente)

Conquista sa'dide 1543–1544
- Abū Zayyān III (secondo regno) 1544–1550
- Hasan ibn 'Abd Allah II 1550–1556 (fratello del precedente)